# Prieuré d'Esteil
Le prieuré d'Esteil était un prieuré de l'Ordre de Fontevraud implanté sur la commune d'Esteil, en bordure du plateau dominant le Val d’Allier, dans le département du Puy-de-Dôme.

## Historique

### Fondation du prieuré

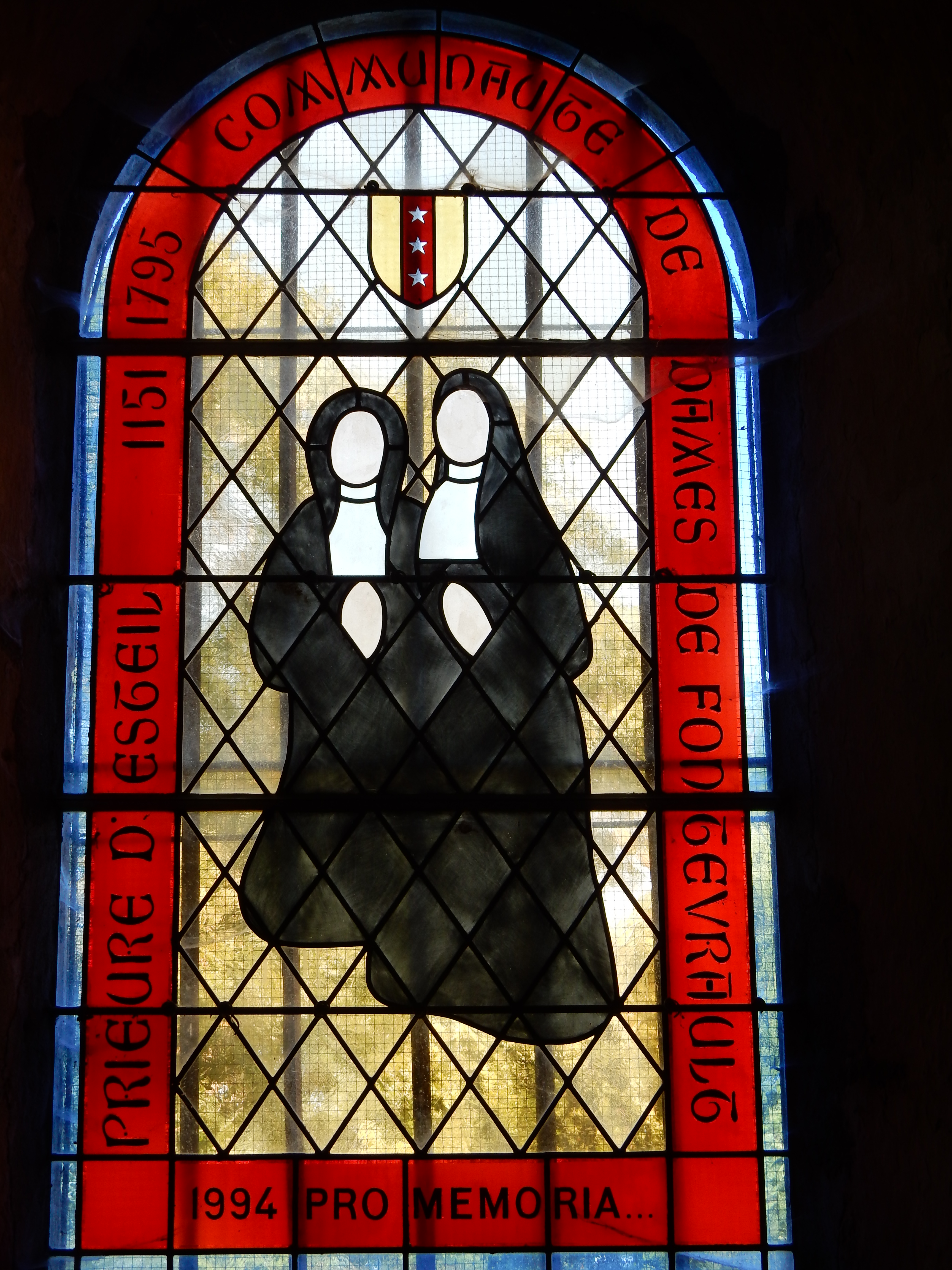
Vitrail représentant des moniales de l'Ordre de Fontevraud.

La donation, faite en 1149 par Bertrand d’Esteil (ou Bertrand Drac, seigneur de Châteauneuf) et certains habitants à l’Ordre de Fontevraud, fut confirmée par Aimeric, évêque de Clermont-Ferrand.
En 1211, Sybille, fille d’un comte d’Auvergne, moniale à Esteil, fonda en Haute-Loire et à peu de distance d'Esteil, le prieuré de Sainte-Florine qui aidera considérablement Esteil par la suite.

### Développement du prieuré
Les Guerres de Religion laissèrent subsister le gros œuvre de l’église. La vie monastique put alors reprendre son cours. En 1750, le Monastère abritait ainsi une vingtaine de moniales.

### Disparition du prieuré

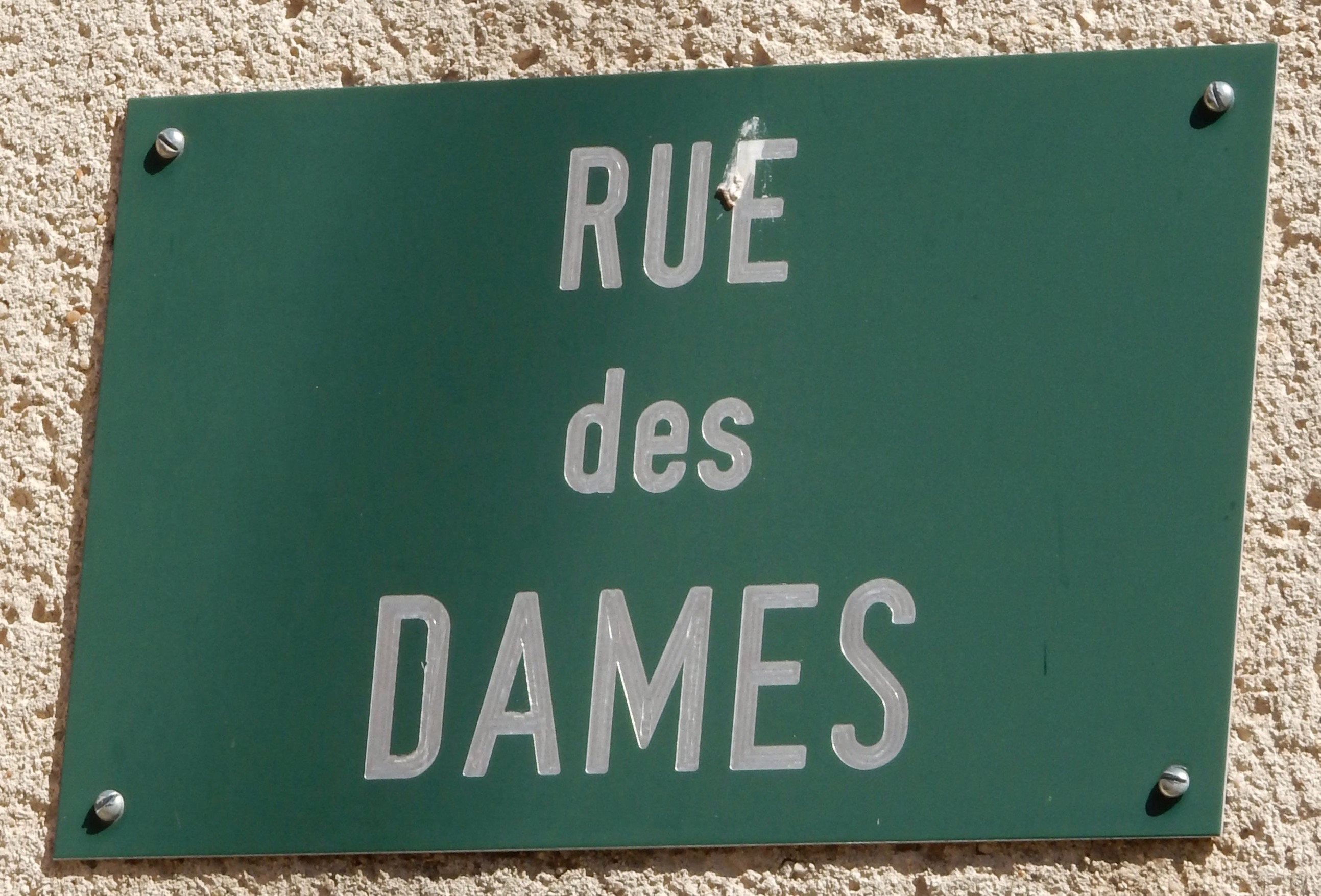
Présence fontevriste au cœur du bourg d'Esteil.

Au cœur de l'Auvergne, loin de Fontevraud-l'Abbaye mais proche, paradoxalement, d'un autre prieuré de l'Ordre, Sainte-Florine, celui d'Esteil a souffert des aléas de la Révolution française. Les événements révolutionnaires entraînèrent la disparition du prieuré fontevriste ainsi que la vente de l’église comme bien national le 28 messidor an IV. Celle-ci fut partagée en deux parties dont seule celle abritant l’autel, rachetée par les habitants, vit la reprise du culte (classée monument historique en 1922) ; la seconde partie sert toujours aujourd’hui à une exploitation agricole.
Ce qui subsistait de l’ancienne église priorale fut placé sous l’invocation de la décollation de Saint Jean-Baptiste, alors que les lieux de culte réservés aux moines des prieurés fontevristes se plaçaient plutôt sous le patronage de Saint Jean l’Evangéliste, une des figures majeures de la spiritualité fontevriste.

#### Édifices cultuels

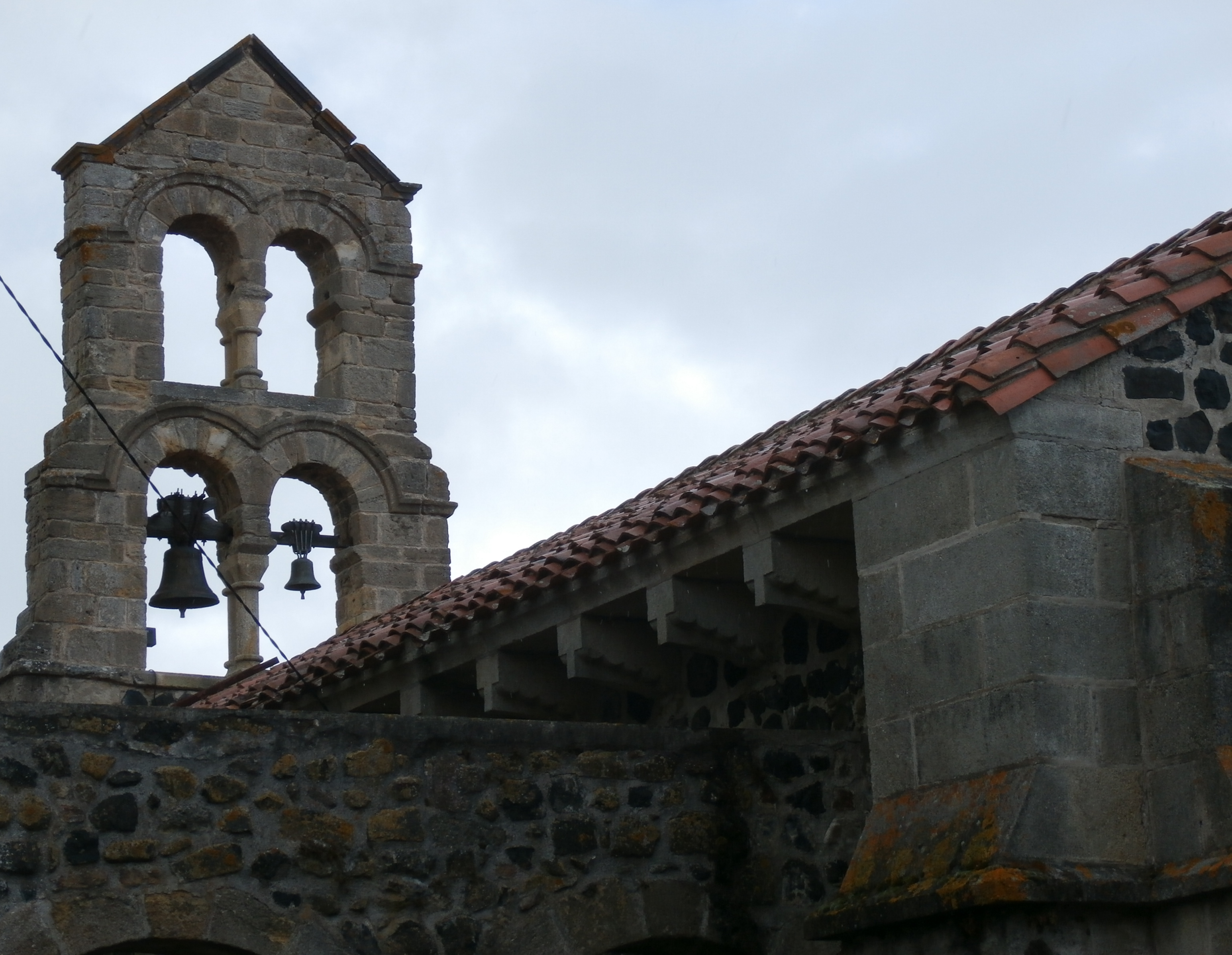
Clocher de l'Eglise de St Jean d'Esteil.

L’église, de style roman auvergnat, présente un vaisseau unique de 6,5 mètres de large, couvert d’une voûte en berceau brisé de 8,5 mètres de haut et de 28,5 mètres de long, coupé par un mur séparatif. La voûte est portée par des arcs latéraux en plein cintre formant cinq travées régulières prenant appui sur des contreforts leur correspondant, doubles aux angles. Entre les deuxième et troisième travées un arc-doubleau soutenu par des colonnes engagées surmontées de chapiteaux à décors sculptés, renforce la voûte à l’endroit où s’appuie le mur clocher à deux étages dont les baies sont séparées par des colonnes géminées.

#### Autres éléments du patrimoine monastique
Le cloître sur lequel s’ouvraient les bâtiments prioraux a été complètement privatisé même si on distingue encore très clairement le quadrilatère qui le formait.